# Планинска бъбрица
Планинската бъбрица (Anthus hoeschi) е вид птица от семейство Стърчиопашкови (Motacillidae). Видът е незастрашен от изчезване.

## Разпространение
Разпространен е в Лесото и Южна Африка.